# Шигалинское сельское поселение
Шигалинское сельское поселение (чув. Шӑхаль ял тӑрӑхӗ) — муниципальное образование в составе Урмарского района Чувашской Республики.
Административный центр — село Шигали.

## Населённые пункты
На территории поселения находятся село Шигали и выселок Малые Шигали.